# 藤井みどり
藤井 みどり（ふじい みどり、6月3日 - ）は日本の漫画家、日本デザイナー学院講師。大阪府出身。
小学館の学年別学習雑誌のイラストやグラフィックデザイナーを経て、『ぴょんぴょん』（小学館刊）掲載の「ビックリマン 愛の戦士ヘッドロココ」で漫画家デビュー。同作が代表作。
1984年度の『小学六年生』の「ハローワイド6」と言う読者頁で初めて「愛の戦士」と言う言葉を使用した。

## 作品リスト
- ビックリマン 愛の戦士ヘッドロココ
- 女神戦記アテナ
- スターライト

## 発表曲
- ビックリマン 愛の戦士ヘッドロココオリジナルアルバムより
  - 『ときめきのラビリンス』
  - 『Stelluar-ステルラ-』

双方とも、藤井自身が歌っており、ステルラは作詞も担当。